# Rubén Deicas
Rubén Héctor Deicas (Ciudad de Santa Fe, 28 de enero de 1952) más conocido como Cacho Deicas, es un músico y cantante argentino. Formó parte del grupo de cumbia santafesina Los Palmeras desde 1978 hasta 2025. 

## Biografía
Nacido en el año 1952, Deicas, a la edad de 10 años ya era lechero, más tarde, empleado de limpieza en una pizzería, a mediados de 1970 fue obrero de una fábrica metalúrgica de aparatos para laboratorios.Un día la fábrica cerró y Cacho se reinventó como vendedor de comestibles. De día visitaba almacenes ofreciendo azúcar, yerba, fideos; de noche tocaba en despedidas de solteros y casamientos con Los Búfalos.

## Carrera musical

### Inicios
En todo ese tiempo de experiencias laborales también desarrollaba la futura carrera musical, cantando en bandas como Los Dandys, Los Guamaleros, Los Búfalos y Los Tekilas.

### Los Palmeras
Por el año 1972 se reunieron seis músicos en la ciudad de Santa Fe (Argentina), para formar un conjunto de música tropical que llevaría el nombre de Sexteto Palmeras. En ese momento contaban con Czeslav Popowicz (conocido como Yuli) como cantante. En 1978 Czeslav se separa del grupo y entra Deicas como reemplazante y se mantiene hasta la actualidad. Con Deicas lograron éxitos nacionales como "La Suavecita", "El Parrandero", "La Chola", "Clarito", "Bombón Asesino" y la versión cumbiera de "La Bestia Pop".

## Vida personal
Deicas está casado con María Rosa desde hace cinco décadas.Deicas tiene cinco hijos Cristian, Iván, Jesica, Noelia y Luciano. Uno de ellos, Cristian es guitarrista de la banda de rock Astro Bonzo.Es hincha fanático de Colón de Santa Fe.
En el año 2009 Deicas sufrió un accidente cerebrovascular, del que se recuperó sin secuelas. En una nota con Clarín declaró que el accidente sucedió mientras veía un partido por TV desde su cama, sintió las piernas y los brazos adormecidos. "Llegué al hospital a tiempo, un ACV leve. El precio por tanto estrés y tanto éxito".En octubre del año 2020 Deicas se contagió de COVID-19 junto a la mayoría de integrantes de Los Palmeras, todos recibieron el alta médica sin problemas.

## Discografía

#### Colaboraciones
| - 1996: Un amor entre dos (La Sonora Bonita - Todo el mundo) - 2003: Santa Fe (Monchito Merlo - Monchito de oro) - 2006: Enganchados: La suavecita / La Chola / Niña morena / El bombón (Zandunga - 10 Años) - 2013: Llorarás más de diez veces (Carolina Antiman - La prohibida) - Más que tu amigo (El Negro Flick y sus Musiqueros de Santa Fe - Con más fuerza que nunca) - 2014: El bombón (Los Ramonestones - Peligro Sin Codificar: Boom!) - Irene (Vilma Palma e Vampiros - Agarrate fuerte) - Amémonos 《Enganchados con invitados》 (Grupo Alegría - Iluminados) - 2015: El amante (Ezequiel El Brujo - 37 Años... de magia) - Cumbia yo te canto (Los Tekilas - 30 Años) | - 2016: Se fue (Lumila - No quiero nada) - 2017: No soy un hombre malo (Grupo Capelina - La banda líder) - 2018: La muerte (Grupo Cali - Diferentes) - Olvídala / El más popular (La Vanidosa - Todo a su tiempo) - 2019: Corazón no me preguntes (Sergio Torres - Inolvidable) - ¿Qué voy a hacer? (Marcos Castelló) - 2020: La vida es un carnaval (Marcela Morelo - Tu mejor plan) - 2021: La segunda del hombre del acordeón (Los Lirios de Santa Fe, Grupo Cali, La Nueva Luna, Los Palmeras, Cuarteto Imperial) - Camina (Suave y elegante) (Abel Pintos) - 2022: Jurabas tú (Los Auténticos Decadentes - ADN: Capítulo D) |